# Fatwā
În religia musulmană, o fatwā (în arabă فتوى; plural fatāwā în arabă فتاوى) este o opinie pe teme religioase privind legea islamică emisă de o ulema (membru al clerului musulman cu atribuții de legiuitor). Ea are scopul de a clarifica diferite probleme. În islamul sunnit, o fatwā nu este obligatorie pentru nimeni, pe când în islamul șiit poate fi considerată de un individ ca obligatorie, în funcție de relația pe care o are cu respectivul ulama. 
Numele celui care emite o fatwā este acela de muftiu. În schimb, persoana care cere o fatwā se numește mustafti. Cu timpul, muftiatul a devenit o instituție în adevăratul sens al cuvântului. Dacă o fatwā nu inovează în vreun fel, atunci ea este o simplă decizie. O fatwā conține în general detaliile raționamentului unui lider islamic, de regulă în raport cu un caz particular, și sunt considerate precedent de musulmanii legați de acel lider, inclusiv de viitorii muftii. De multe ori, o fatwa se prezintă sub forma unui simplu răspuns la o întrebare.